# Scoreboarding
Scoreboarding bzw. Punkttafel-Verfahren ist ein Algorithmus zur Implementierung von dynamischem Scheduling in Prozessoren. Es wurde von James E. Thornton bei der Control Data Corporation entwickelt. Im Jahr 1964 wurde es zum Patent angemeldet und kam erstmalig in der CDC 6600 zum Einsatz.

## Strategie
Bei dem Verfahren wird an zentraler Stelle, im Scoreboard (englisch Punkttafel), überprüft, ob Betriebsmittelabhängigkeiten, Datenabhängigkeiten oder Kontrollflussabhängigkeiten bestehen. Erst wenn keine dieser Abhängigkeiten mehr besteht, wird eine Instruktion zur Ausführung freigegeben.
Da jedoch beim Scoreboarding im Gegensatz zum Tomasulo-Algorithmus kein Register Renaming vorgenommen wird, lassen sich vorhandene Funktionseinheiten nur dann besser ausnutzen, wenn keine Gegen- oder Ausgabeabhängigkeit der Daten vorliegt.